# 阿迪力·艾力
阿迪力·艾力（1974年5月—），男，维吾尔族，新疆鄯善人。1993年8月参加工作，1993年6月加入中国共产党，大学本科学历。

## 履历
1993年毕业于新疆哈密农业学校。毕业后在鄯善县人民政府工作，后历任鄯善县鲁克沁镇副镇长，迪坎乡党委副书记、乡长，鲁克沁镇党委副书记、镇长。2001年，任共青团吐鲁番地委副书记（期间挂职任共青团中央权益部维权处副处长）。2006年，任中共吐鲁番市委常委、副市长、政法委副书记。2010年，任托克逊县委副书记、代理县长、县长。2015年2月，任吐鲁番行署党组成员、副专员。同年7月，吐鲁番撤地设市，改任吐鲁番市政府党组成员、副市长。2016年，任中共新疆维吾尔自治区纪委常委。2021年10月，任自治区纪委副书记，同年11月兼任自治区监委副主任。2023年2月，任阿克苏地委副书记、行政公署专员。
工作期间在中共新疆维吾尔自治区党委党校经济管理专业学习，先后获得专科和本科学历，在北京工商大学、大连理工大学和中共中央党校进修学习。
是新疆维吾尔自治区第十四届人民代表大会代表（2024年1月库车市补选）。